# Качанов, Евгений Иванович
Евгений Иванович Качанов (1919—1945) — сержант Рабоче-крестьянской Красной Армии, участник Великой Отечественной войны, Герой Советского Союза (1945).

## Биография
Евгений Качанов родился 20 августа 1919 года в деревне Долговичи (ныне — Мстиславский район Могилёвской области Белоруссии). После окончания начальной школы работал шахтёром. В 1939 году Качанов был призван на службу в Рабоче-крестьянскую Красную Армию. С 1942 года — на фронтах Великой Отечественной войны. К январю 1945 года сержант Евгений Качанов командовал отделением 416-го стрелкового полка 112-й стрелковой дивизии 13-й армии 1-го Украинского фронта. Отличился во время освобождения Польши.
27 января 1945 года Качанов одним из первых переправился через Одер к югу от города Штейнау (ныне — Сцинава) и принял активное участие в боях за захват и удержание плацдарма на его западном берегу. В тех боях отделение Качанова уничтожило около 100 вражеских солдат и офицеров. Несмотря на полученное ранение, Качанов продолжал сражаться. 28 января 1945 года он погиб в бою. Похоронен в населённом пункте Домбзен в 10 километрах к юго-востоку от Сцинавы.
Указом Президиума Верховного Совета СССР от 10 апреля 1945 года сержант Евгений Качанов посмертно был удостоен высокого звания Героя Советского Союза. Также был награждён орденами Ленина и Красной Звезды.